# Let You Down
"Let You Down" é uma canção do rapper americano NF. É o terceiro single de seu terceiro álbum Perception (2017), sendo lançada em 14 de setembro de 2017 nos formatos de download digital e streaming — incluindo vídeo de áudio. 

## Antecedentes
A canção foi produzida por David Garcia e Tommee Profitt. O rapper NF escreveu a música sobre seu relacionamento com o pai e, como não queria desapontá-lo, sendo a primeira vez que falou publicamente sobre seu relacionamento que o criou quando criança. Seus pais se divorciaram e sua mãe teve uma overdose anos depois.

## Vídeo da música
O vídeo oficial foi lançado em 9 de novembro de 2017, sendo dirigido e produzido por Nathan Feuerstein (nome real do NF) e Patrick Tohill. Dado a letra da música, o foco visual centra-se na relação entre a versão do "'eu' mais velho vs. 'eu' mais jovem" do músico. O vídeo mostra um homem mais velho, presumivelmente o "seu 'eu' do futuro", de pé em um cais olhando para um lago, enquanto um homem se afoga diante dele. Ao tentar não afundar, o homem velho apenas olha para ele e não ajuda. Então, o mesmo homem é visto olhando para Nathan que está preso em um carro em chamas. Então, vemos o homem mais velho em um campo, olhando para uma cova recém-cavada. Dentro da sepultura está um caixão — e NF está dentro, morto. O homem mais velho parece chateado com isso e cai de joelhos. Na cena final, o homem mais velho está de volta ao cais, olhando para NF se afogando mais uma vez. A câmera muda a visão para uma tatuagem idêntica que o rapper tem. Então uma mulher se aproxima dele o chama pelo seu nome.

## Lista de faixa
- Download digital

1. "Let You Down" – 3:32

## Paradas musicais
| País/Parada (2017–18)                   | Melhor posição |
| --------------------------------------- | -------------- |
| Alemanha (GfK Entertainment)            | 9              |
| Austrália (ARIA Charts)                 | 7              |
| Áustria (Ö3 Austria Top 40)             | 11             |
| Bélgica (Ultratop Flandres)             | 15             |
| Bélgica (Ultratop Valônia)              | 11             |
| Canadá (Canadian Hot 100)               | 15             |
| Chéquia (Rádio Top 100)                 | 12             |
| Chéquia (Singles Digitál Top 100)       | 12             |
| Dinamarca (Hitlisten)                   | 7              |
| Escócia (Scottish Singles Chart)        | 14             |
| Eslováquia (Singles Digitál Top 100)    | 16             |
| Estados Unidos (Adult Top 40)           | 25             |
| Estados Unidos (Dance/Mix Show Airplay) | 4              |
| Estados Unidos (Hot 100)                | 12             |
| Estados Unidos (Hot Christian Songs)    | 1              |
| Estados Unidos (Hot R&B/Hip-Hop Songs)  | 6              |
| Estados Unidos (Mainstream Top 40)      | 1              |
| Estados Unidos (Rhythmic Airplay)       | 2              |
| Finlândia (Suomen virallinen lista)     | 6              |
| França (SNEP)                           | 51             |
| Hungria (Stream Top 40)                 | 11             |
| Irlanda (Irish Singles Chart)           | 4              |
| Itália (FIMI)                           | 44             |
| Noruega (VG-lista)                      | 2              |
| Nova Zelândia (Recorded Music NZ)       | 7              |
| Polónia (ZPAV)                          | 52             |
| Portugal (AFP)                          | 19             |
| Reino Unido (UK Singles Chart)          | 6              |
| Suécia (Sverigetopplistan)              | 2              |
| Suíça (Schweizer Hitparade)             | 16             |

| País/Parada (2017)                      | Posição fixada |
| --------------------------------------- | -------------- |
| Estados Unidos (Hot Christian Songs)    | 61             |
| Hungria (Stream Top 100)                | 61             |
| Suécia (Sverigetopplistan)              | 68             |
| País/Parada (2018)                      | Posição fixada |
| Alemanha (GfK Entertainment)            | 12             |
| Austrália (ARIA)                        | 37             |
| Bélgica (Ultratop Flandres)             | 37             |
| Canadá (Canadian Hot 100)               | 15             |
| Dinamarca (Hitlisten)                   | 96             |
| Estados Unidos (Dance/Mix Show Airplay) | 21             |
| Estados Unidos (Hot 100)                | 29             |
| Estados Unidos (Hot R&B/Hip-Hop Songs)  | 17             |
| Estados Unidos (Mainstream Top 40)      | 15             |
| Estados Unidos (Rhythmic Airplay)       | 13             |
| Estónia (Eesti Tipp-100)                | 42             |
| Reino Unido (UK Cross Rhythms)          | 28             |
| Reino Unido (UK Singles Chart)          | 66             |
| Suécia (Sverigetopplistan)              | 68             |
| Suíça (Schweizer Hitparade)             | 57             |

## Certificações
| Alemanha (BVMI) | Platina    | 400 000‡    |
| Austrália (ARIA) | 3x Platina | 210 000‡    |
| Bélgica (BEA) | Ouro       | 15 000*     |
| Brasil (Pro-Música Brasil) | Ouro       | 20 000‡     |
| Canadá (Music Canada) | 4x Platina | 320 000‡    |
| Dinamarca (IFPI Dinamarca) | Platina    | 90 000‡     |
| Estados Unidos (RIAA) | 6x Platina | 6 000 000‡  |
| França (SNEP) | Ouro       | 66 666‡     |
| Itália (FIMI) | Platina    | 50 000‡     |
| Nova Zelândia (RIANZ) | Platina    | 30 000‡     |
| Portugal (AFP) | Ouro       | 5 000‡      |
| Reino Unido (BPI) | 2x Platina | 1 200 000‡  |
| Suécia (GLF) | 4x Platina | 32 000 000† |
| * Vendas baseados apenas na certificação. ‡ Vendas + números de streaming com base apenas na certificação. † Valores apenas de streaming com base apenas na certificação. |            |             |

## Histórico de lançamento
| País           | Data                   | Formato                | Gravadora                     | Ref.   |
| -------------- | ---------------------- | ---------------------- | ----------------------------- | ------ |
| Estados Unidos | 14 de setembro de 2017 | Download digital       | Capitol CMG NF Real Music LLC | [ 64 ] |
| Estados Unidos | 3 de outubro de 2017   | Rhythmic contemporary  | Caroline                      | [ 65 ] |
| Estados Unidos | 24 de outubro de 2017  | Contemporary hit radio | Caroline                      | [ 66 ] |